# Metadiaptomus mauretanicus
Metadiaptomus mauretanicus is een eenoogkreeftjessoort uit de familie van de Diaptomidae. De wetenschappelijke naam van de soort is voor het eerst geldig gepubliceerd in 1942 door Kiefer & Roy.